# فهرست کشورها بر پایه تولید پیاز
این فهرست کشورها بر پایه تولید پیاز در سال ۲۰۰۸، بر اساس گزارش فائو اعلام شده است.

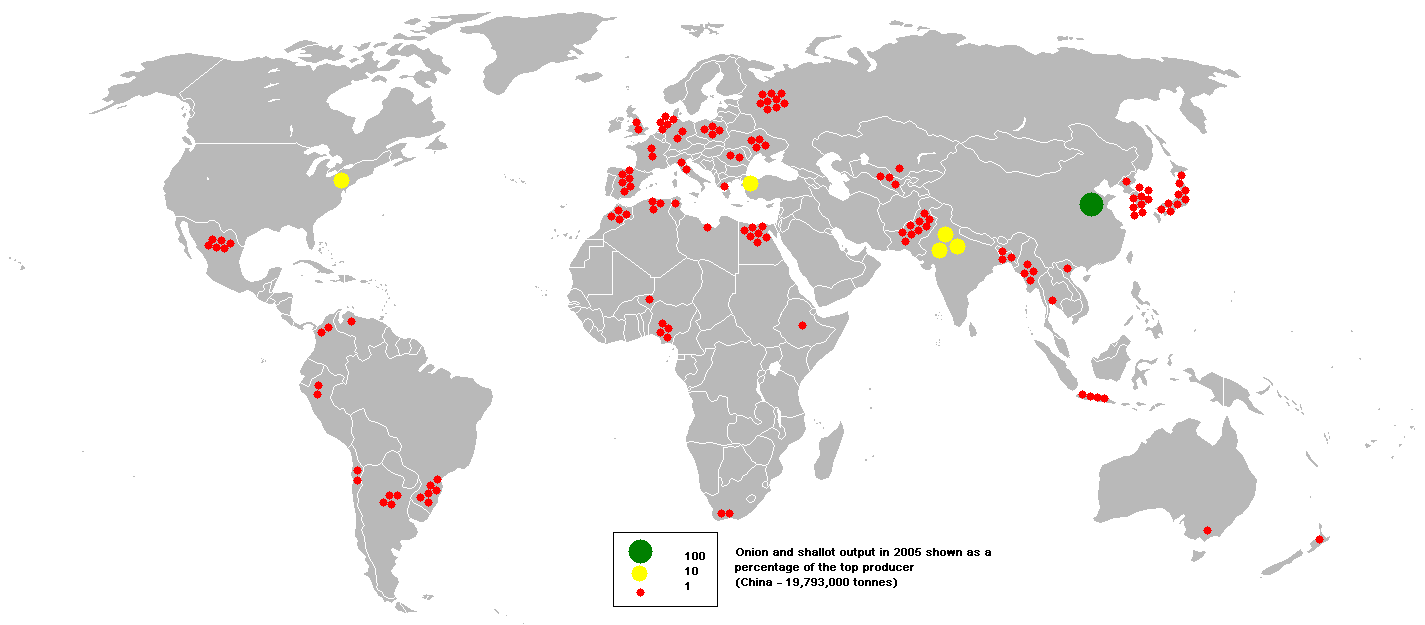
تولید پیاز و موسیر در جهان

| رتبه | کشور                | تولید پیاز به تن |
| ---- | ------------------- | ---------------- |
| ۱    | چین                 | ۲۰٬۸۱۷٬۲۹۵       |
| ۲    | هند                 | ۸٬۱۷۸٬۳۰۰        |
| ۳    | ایالات متحده آمریکا | ۳٬۳۴۹٬۱۷۰        |
| ۴    | پاکستان             | ۲٬۰۱۵٬۲۰۰        |
| ۵    | ترکیه               | ۲٬۰۰۷٬۱۲۰        |
| ۶    | ایران               | ۱٬۸۴۹٬۲۷۵        |
| ۷    | مصر                 | ۱٬۷۲۸٬۴۱۷        |
| ۸    | روسیه               | ۱٬۷۱۲٬۵۰۰        |
| ۹    | برزیل               | ۱٬۲۹۹٬۸۱۵        |
| ۱۰   | مکزیک               | ۱٬۲۵۲٬۴۴۱        |
| ۱۱   | ژاپن                | ۱٬۱۶۵٬۰۰۰        |
| ۱۲   | هلند                | ۱٬۱۳۰٬۰۰۰        |
| ۱۳   | اسپانیا             | ۱٬۰۹۸٬۴۰۰        |
| ۱۴   | اوکراین             | ۱٬۰۴۹٬۲۰۰        |
| ۱۵   | کره جنوبی           | ۱٬۰۳۵٬۰۷۶        |
| ۱۶   | بنگلادش             | ۸۸۹٬۲۶۰          |
| ۱۷   | اندونزی             | ۸۲۴٬۰۶۴          |
| ۱۸   | میانمار             | ۷۴۰٬۰۰۰          |
| ۱۹   | ازبکستان            | ۷۲۸٬۰۰۰          |
| ۲۰   | الجزایر             | ۷۰۰٬۰۰۰          |
| ۲۱   | آرژانتین            | ۷۰۰٬۰۰۰          |
| ۲۲   | مراکش               | ۶۶۲٬۱۴۰          |
| ۲۳   | پرو                 | ۶۳۴٬۳۹۳          |
| ۲۴   | نیجریه              | ۶۲۱٬۰۰۰          |
| ۲۵   | لهستان              | ۶۱۸٬۲۳۳          |
| ۲۶   | آلمان               | ۴۰۷٬۶۰۲          |
| ۲۷   | ایتالیا             | ۴۰۳٬۵۲۱          |
| ۲۸   | رومانی              | ۳۹۵٬۵۷۹          |
| ۲۹   | آفریقای جنوبی       | ۳۸۰٬۳۸۶          |
| ۳۰   | قزاقستان            | ۳۷۶٬۸۴۰          |
| ۳۱   | نیجر                | ۳۷۳٬۶۳۷          |
| ۳۲   | بریتانیا            | ۳۴۹٬۲۰۰          |
| ۳۳   | کلمبیا              | ۳۳۴٬۱۱۰          |
| ۳۴   | شیلی                | ۲۹۰٬۰۰۰          |
| ۳۵   | تایلند              | ۲۸۰٬۰۰۰          |
| ۳۶   | ونزوئلا             | ۲۵۶٬۱۹۲          |